# Marion Lay
Marion Beverly Lay  (ur. 26 listopada 1948 w Vancouver) – kanadyjska pływaczka. Brązowa medalistka olimpijska z Meksyku.
Zawody w 1968 były jej drugimi igrzyskami olimpijskimi, debiutowała cztery lata wcześniej w Tokio. Po medal sięgnęła w sztafecie kraulowej. Oprócz niej tworzyły ją także Angela Coughlan, Marilyn Corson oraz Elaine Tanner. W 1966 zwyciężyła na dystansie 110 jardów stylem dowolnym na igrzyskach Wspólnoty Brytyjskiej, była również medalistką igrzysk panamerykańskich w 1967.